# يافيت
حلميش (بالعبرية: יפית) (بالإنجليزية: Yafit)‏ موشاف استيطاني إسرائيلي، أقيمت في غور الأردن شرق الضفة الغربية، وتقع إداريًا ضمن اختصاص مجلس غور الأردن الإقليمي.

## التسمية
جاءت تسمية المستوطنة نسبةً إلى اسم قائد في الجيش الإسرائيلي يدعى يوسي يافا.

## التاريخ
تأسست المستوطنة في عام 1980 فوق جزء من أراضي قرية فصايل بمحافظة أريحا للاستخدام الزراعي على يد مستوطنيين إسرائيليين جذبتهم جمال الصحراء لكونها على قطعة أرض صخرية في غور الأردن.
وفقًا لمعهد الأبحاث التطبيقية - القدس، فإن السلطات الإسرائيلية استولت على أراضٍ محيطة كانت 1,294 دونمًا من قرية الجفتلك لصالح إقامة مستوطنة يافيت. تبلغ مساحة المستوطنة الكلية نحو 297 دونمًا؛ فيما بلغت مساحتها العمرانية في عام 1997 نحو 173 دونمًا ولم تتوسع حتى 2014. بلغت مساحة النفوذ الأمني للمستوطنة حوالي 1,742 دونمًا حتى عام 2014.
كانت يافيت في تسعينيات القرن العشرين، أحد أكبر التجمعات الاستيطانية في غور الأردن، ومركزًا ثقافيًا وتعليمًا.

## السكان
بلغ عدد سكانها في عام 1997 حوالي 109 مستوطنًا. وفي عام 1998 بلغ حوالي 114 مستوطنًا. فيما بلغ عام 2013 نحو 142 مستوطنًا. وفي عام 2018، بلغ عدد سكانها نحو 197 مستوطنًا.
نتيجة وقوع الموشاف بجانب طريق 90 الاستيطاني، تتعرض باستمرار لإطلاق نار بواسطة فدائيين فلسطينيين، وهذا دفع العديد من سكان الموشاف إلى مغادرتها.

## الجانب القانوني
يعتبر المجتمع الدولي المستوطنات الإسرائيلية في الضفة الغربية غير قانونية بموجب القانون الدولي، لكن الحكومة الإسرائيلية تعارض ذلك.

## معرض صور

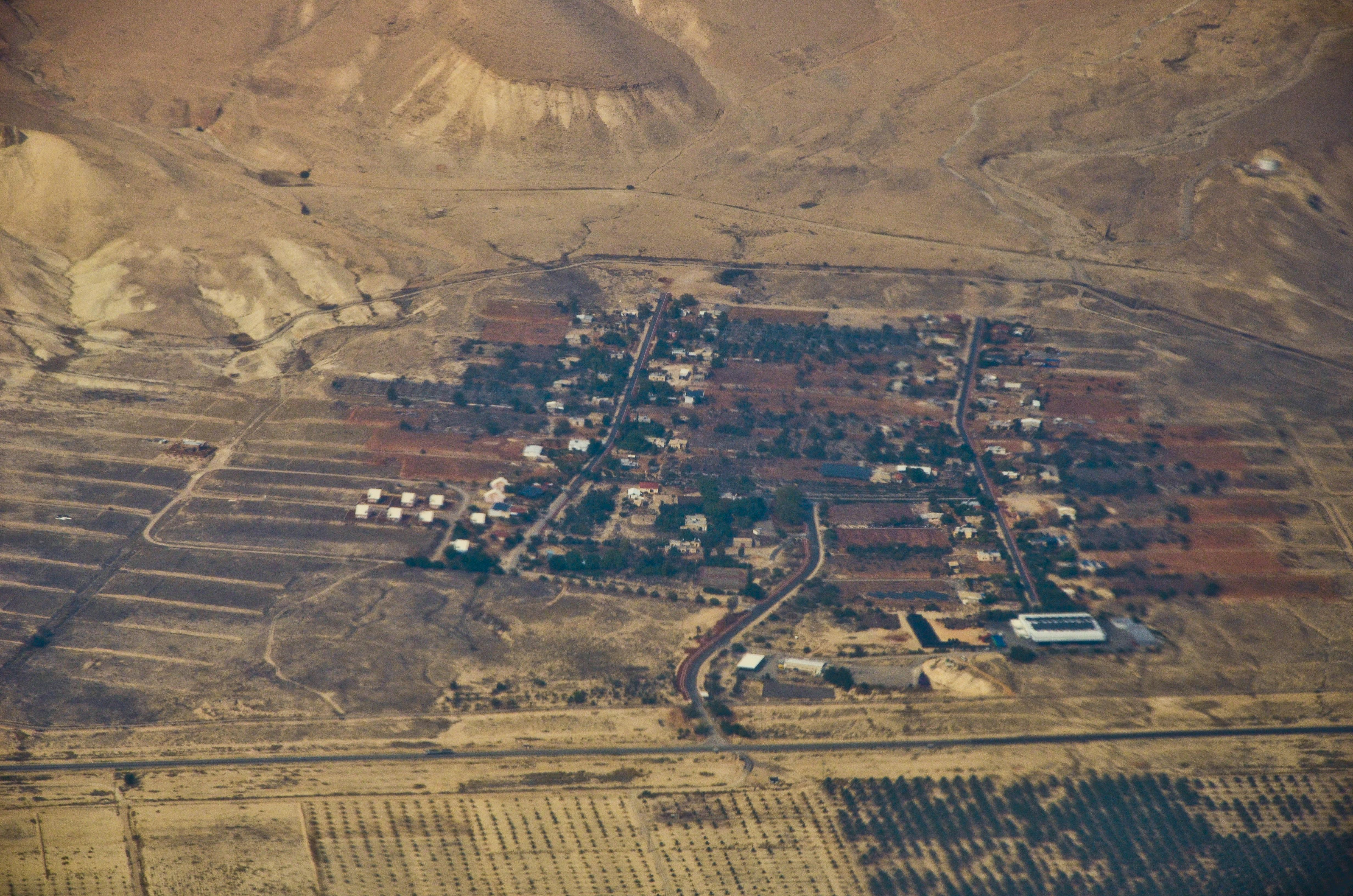
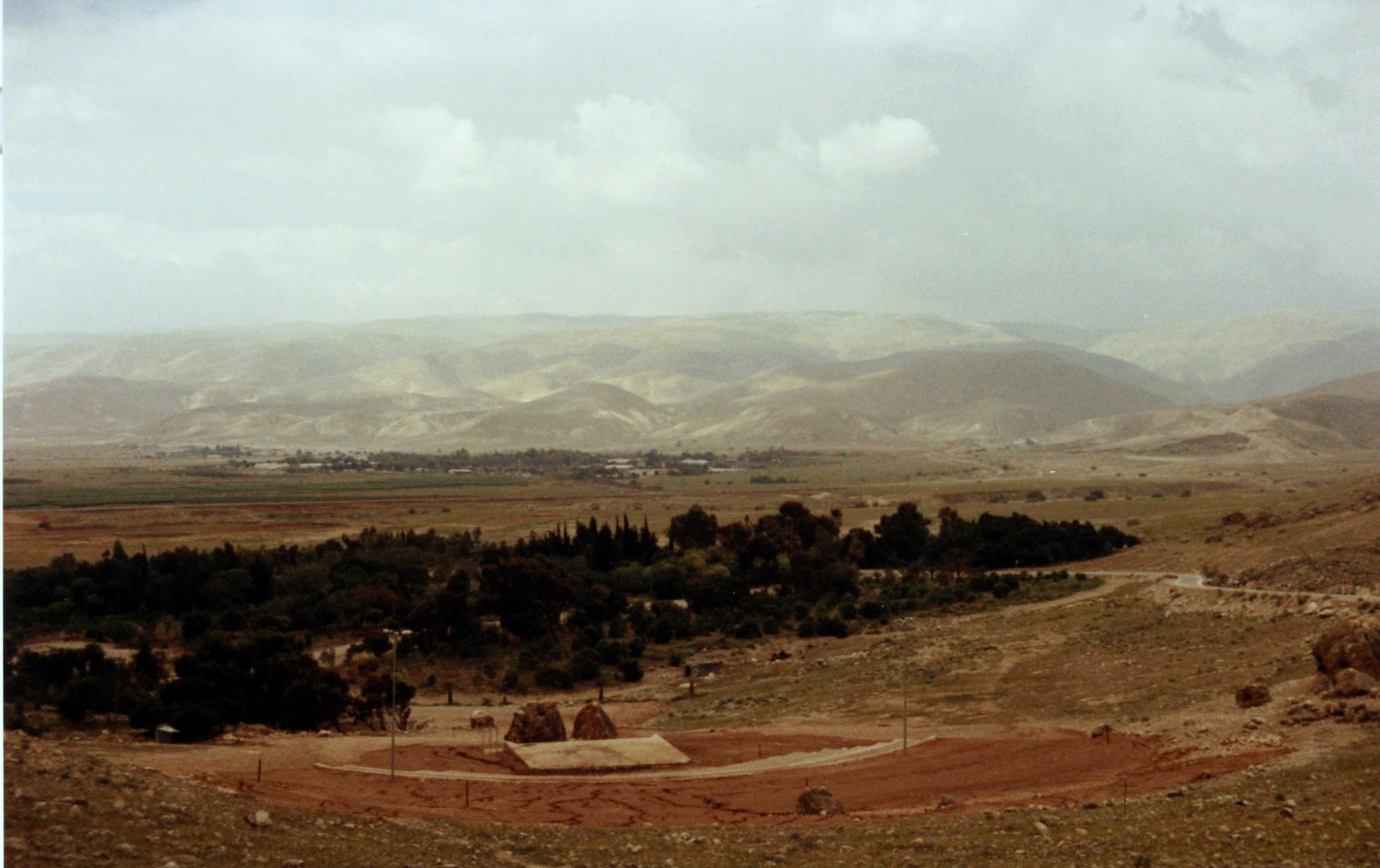
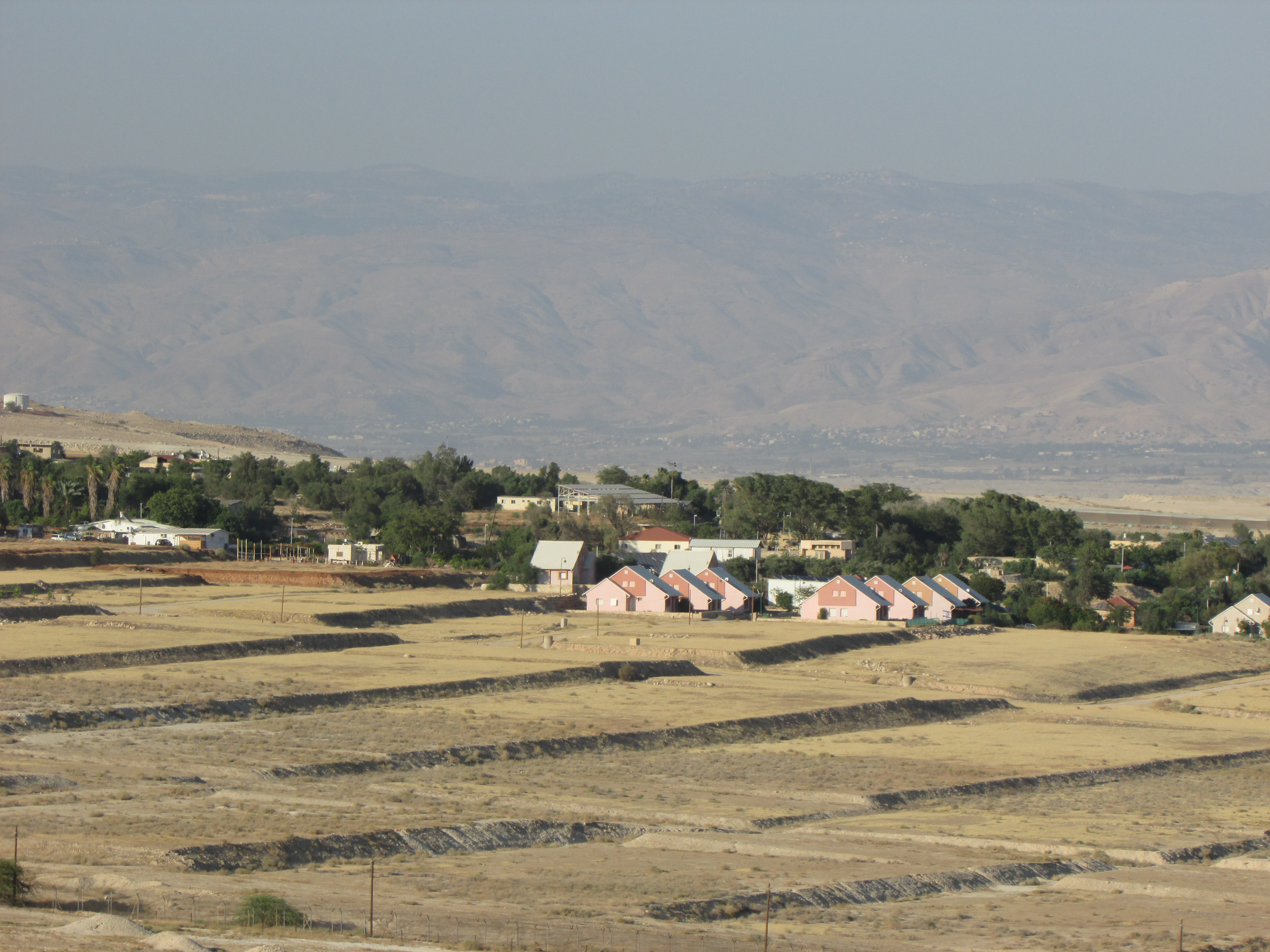